# كوركوس
كوركوس (بالإسبانية: Corcos)‏ هي بلدية تقع في مقاطعة بلد الوليد، قشتالة وليون بإسبانيا. وفقًا لتعداد عام 2004 (المعهد الوطني للإحصائيات)، يبلغ عدد سكان البلدية 258 نسمة.